# Antoni Asunción Hernández
Antoni Asunción i Hernández (Manises, L'Horta, 12 de juliol de 1951 - València, 5 de març de 2016) fou un polític valencià, ministre de l'Interior entre 1993 i 1994.
Va estudiar enginyeria industrial a la Universitat de València. Afiliat al Partit Socialista del País Valencià (PSPV-PSOE), en les primeres eleccions locals democràtiques encapçalà la llista a l'ajuntament de la seua ciutat natal, esdevenint alcalde de Manises fins al 1983. En 1983 va deixar l'alcaldia, en assumir la Presidència de la Diputació provincial de València.
En 1988 va ser nomenat director general d'Institucions Penitenciàries (seguidament convertida en Secretaria General i finalment en Secretaria d'Estat). Durant aquesta etapa treballà en el Pla d'Amortització i Creació de Centres Penitenciaris, que va donar lloc al naixement de SIEP (Societat Estatal d'Infraestructures i Equipaments Penitenciaris), que va permetre el finançament dels plans a través de la venda del patrimoni obsolet. En aquesta etapa, Antoni Asunción va aconseguir incorporar el sistema penitenciari a la lluita antiterrorista mitjançant el disseny i implementació de l'encara vigent política de dispersió de presos d'ETA i va haver d'afrontar una vaga de fam de presos del GRAPO.
En les eleccions generals de 1993 fou escollit diputat al Congrés per la província de València. Després de la dimissió de José Luis Corcuera Cuesta el president del govern Felipe González el nomenà Ministre de l'Interior. Als pocs mesos d'assumir el càrrec va dimitir arran de la fugida de Luis Roldán, exdirector General de la Guàrdia Civil.
Posteriorment fou candidat del PSPV-PSOE a la Generalitat Valenciana en les eleccions a les Corts Valencianes de 1999, i en ser derrotat en aquests comicis es retirà de la política activa. Va tornar a l'empresa privada, on va desenvolupar un projecte d'aqüicultura al costat del també polític Társilo Piles Guaita, a les costes del litoral valencià (Borriana i després Sagunt).
Va tornar a la política amb el propòsit de forçar unes primàries de cara a les eleccions a les Corts Valencianes de 2011. Tanmateix el 22 de setembre de 2010 la Comissió de Garanties del PSPV-PSOE va invalidar dues-centes de les 3.246 signatures presentades, de 3.201 que li'n calien, de manera que la seua candidatura va quedar invalidada i Jorge Alarte va ser l'únic candidat del partit. Després de denunciar el que considerava joc brut, va ser suspès cautelarment de militància el gener de 2011.
El 17 d'octubre de 2013 presenta junt amb Albert Rivera i Joan Carles Girauta i Vidal el partit Movimiento Ciudadano.
El 17 de juny de 2015 és imputat per delictes d'administració fraudulenta i apropiació indeguda per la venda al Banc de València de la seua participació en una piscifactoria. Va morir a València el 5 de març de 2016, als 64 anys, a causa d'una malaltia que se li havia detectat setmanes abans.